# Angie Vega
Angie Vega (Cali, Colombia; 25 de julio de 1989) es una entrenadora de fútbol colombiana. Es profesional en ciencias del deporte y directora técnica. Actualmente dirige a Millonarios en la Liga Profesional Femenina de Fútbol de Colombia.
Como entrenadora, luego de ser la primera entrenadora colombiana en dirigir a nivel internacional en el Deportes Antofagasta de Chile, el 28 de diciembre de 2023 se anuncia su llegada a Millonarios luego de dirigir por dos temporadas al "Pumita".

## Participaciones en Selección
Como jugadora, Angie representó a la Selección Colombia en las categorías menores y mayores.
| Competición                                     | Sede   | Resultado    |
| ----------------------------------------------- | ------ | ------------ |
| Campeonato Sudamericano Femenino Sub-20 de 2006 | Chile  | Primera fase |
| Campeonato Sudamericano Femenino Sub-20 de 2008 | Brasil | Primera fase |

## Clubes

### Como jugadora
| Club                                                   | Div              | País     | Año       |
| Amateur                                                | Amateur          | Amateur  | Amateur   |
| ------------------------------------------------------ | ---------------- | -------- | --------- |
| Club Deportivo Escuela de Fútbol Carlos Sarmiento Lora | Difutbol         | Colombia | 2003-2015 |
| Profesional                                            |                  |          |           |
| Everton Femenino                                       | Primera División | Chile    | 2016      |
| Cortuluá Femenino                                      | Liga Profesional | Colombia | 2017-2018 |

### Como formadora
| Club                                  | País     | Año       |
| ------------------------------------- | -------- | --------- |
| Deportivo Cali (masculino y femenino) | Colombia | 2018-2019 |

### Como asistente técnica
| Club                                              | Año       | AT de:               |
| ------------------------------------------------- | --------- | -------------------- |
| Deportivo Cali Femenino · Colombia                | 2019-2020 | Álvaro Diego Herrera |
| Deportivo Cali Femenino · Colombia                | 2021      | John Alberto Ortiz   |
| Selección Colombia Femenina (Menores) · Colombia  | 2021-2022 | Nelson Abadía        |
| Selección Colombia Femenina (Absoluta) · Colombia | 2021-2022 | Nelson Abadía        |

### Como entrenadora
| Deportes Antofagasta Femenino · Chile | 1.ª                 | 2022                | 20 | 8  | 2 | 10 | - | - | - | - | - | - | - | - | 20 | 8  | 2 | 10 | 43.33% | 34  | 41  | -7  |
| Deportes Antofagasta Femenino · Chile | 1.ª                 | 2023                | 18 | 9  | 1 | 8  | - | - | - | - | - | - | - | - | 18 | 9  | 1 | 8  | 51.85% | 38  | 41  | -3  |
| Deportes Antofagasta Femenino · Chile | Total               | Total               | 38 | 17 | 3 | 18 | 0 | 0 | 0 | 0 | 0 | 0 | 0 | 0 | 38 | 17 | 3 | 18 | 47.37% | 72  | 82  | -10 |
| Millonarios Femenino · Colombia       | 1.ª                 | 2024                | 20 | 10 | 6 | 4  | - | - | - | - | - | - | - | - | 20 | 10 | 6 | 4  | 60%    | 28  | 18  | +10 |
| Millonarios Femenino · Colombia       | 1.ª                 | 2025                |    |    |   |    | - | - | - | - | - | - | - | - |    |    |   |    |        |     |     |     |
| Millonarios Femenino · Colombia       | Total               | Total               | 20 | 10 | 6 | 4  | 0 | 0 | 0 | 0 | 0 | 0 | 0 | 0 | 20 | 10 | 6 | 4  | 60%    | 28  | 18  | +10 |
| Total en su carrera                   | Total en su carrera | Total en su carrera | 58 | 27 | 9 | 22 | 0 | 0 | 0 | 0 | 0 | 0 | 0 | 0 | 58 | 27 | 9 | 22 | 51.72% | 100 | 100 | 0   |
| 1. 2.                                 |                     |                     |    |    |   |    |   |   |   |   |   |   |   |   |    |    |   |    |        |     |     |     |